# Glypholecia scabra
Glypholecia scabra är en lavart som först beskrevs av Christiaan Hendrik Persoon, och fick sitt nu gällande namn av Johannes Müller Argoviensis. Glypholecia scabra ingår i släktet Glypholecia och familjen Acarosporaceae.   Inga underarter finns listade i Catalogue of Life.